# Liphistius champakpheaw
Espèce
Liphistius champakpheaw est une espèce d'araignées mésothèles de la famille des Liphistiidae.

## Distribution
Cette espèce est endémique de la province de Saraburi en Thaïlande,. Elle se rencontre vers Kaeng Khoi.

## Description
Le mâle holotype mesure 14,82 mm et la femelle paratype 19,37 mm

## Systématique et taxinomie
Cette espèce a été décrite par Sivayyapram et Warrit en 2024.

## Étymologie
Son nom d'espèce lui a été donné en référence au lieu de sa découverte, Cham Pak Pheaw.

## Publication originale
- Sivayyapram, Kunsete, Xu, Smith, Traiyasut, Deowanish, Aung, Ono, Li & Warrit, 2024 : « Seven new species of the segmented spider genus Liphistius (Mesothelae, Liphistiidae) in Thailand and Myanmar. » ZooKeys, sér. , vol. 1189, p. 201-229 (texte intégral).